# Melochia colombiana
Melochia colombiana är en malvaväxtart som beskrevs av José Cuatrecasas. Melochia colombiana ingår i släktet Melochia och familjen malvaväxter. Inga underarter finns listade i Catalogue of Life.